# قربان كندي (هشترود)
قربان‌ كندي هي قرية في مقاطعة هشترود، إيران. عدد سكان هذه القرية هو 20 في سنة 2006.